# Raphaël de Westphalen
Pour les articles homonymes, voir de Westphalen.
 (novembre 2013).
Si vous disposez d'ouvrages ou d'articles de référence ou si vous connaissez des sites web de qualité traitant du thème abordé ici, merci de compléter l'article en donnant les références utiles à sa vérifiabilité et en les liant à la section « Notes et références ».
Raphaël de Westphalen (né le 12 juillet 1873 à Metz et mort le 5 août 1949 dans la même ville) est un médecin et folkloriste mosellan.

## Biographie
Raphaël de Westphalen commence sa carrière de médecin de campagne dans le canton de Verny, au sud de Metz. L’exercice de son métier le conduit à s'intéresser aux coutumes, croyances, arts, artisanat et traditions populaires de la région messine. Les échanges avec ses patients, ainsi que ses autres recherches (chroniques, archives, contes, etc.), lui permettent de rassembler un important matériel ethnographique. À partir de ces données, R. de Westphalen publie, en 1934, le Petit Dictionnaire des Traditions populaires messines qu'Arnold van Gennep qualifia de « monographie considérable ».
Membre titulaire de l'Académie nationale de Metz et membre d'honneur de l'Institut Grand-ducal de Luxembourg, il fonde, en 1937, le Cercle folklorique de Metz.
Il est inhumé au cimetière Saint-Simon de Metz.

## Œuvres
- Petit Dictionnaire des Traditions populaires messines, Metz, 1934. Illustrations : gravures en noir et blanc de Clément Kieffer.
- Chansons populaires de Lorraine[4], 2 vol., Metz, 1977 (posthume), XV-VII-584 p.

## Honneurs posthumes
La rue Docteur-Raphaël-de-Westphalen à Metz porte son nom : elle joint le rue Eugène-Schneider à la place de France, non loin de l'église Saint-Simon-Saint-Jude.